# Vazalstaat

De Bataafse Republiek, een vazalstaat van Frankrijk

Een vazalstaat of marionettenregering is een staat die afhankelijk is van een andere staat, de suzerein, meestal na een oorlog.
In de oude geschiedenis creëerden grote rijken vaak bufferstaten om zichzelf tegen een onverwachte invasie te beschermen. Ook economische motieven konden een rol spelen.
Vazalstaten waren ook middelen voor de grootmachten om een oorlog bij volmacht te voeren via hun vazal. De vazal zou de buit krijgen, maar zou deze moeten delen, bijvoorbeeld door het geven van industriële en mijnbouwconcessies in het veroverde gebied aan bedrijven uit de beschermheerstaat. Indien het misging, kon de beschermheer zijn vazal in het uiterste geval laten vallen. Dit deed Groot-Brittannië met Griekenland in 1922, en de VS met Zuid-Vietnam in de Vietnamoorlog.

## Machtsmiddelen van de grootmacht
Vazalstaten waren afhankelijk van grootmachten, die op verschillende manieren macht over hen konden uitoefenen.
- Het handhaven van een legermacht op het grondgebied van de vazalstaat, of het impliciete of zelfs expliciete dreigement van een militaire invasie;
- Economische drukmiddelen zoals financiële steun, gas- of energieleveranties;
- De regering van de vazalstaat wordt bedreigd door een andere mogenheid, vijandige buurstaat, of interne verzetsbeweging, en is afhankelijk van militaire steun van de grootmacht;
- De vazalstaat wordt niet erkend waardoor uitgegeven paspoorten internationaal ongeldg zijn, verzekeringen transacties met en reizen naar het land niet dekken, en het land geen toegang tot de internationale kapitaalmarkt heeft. Hierdoor wordt de eigen economische ontwikkeling zwaar bemoeilijkt en is de vazalstaat sterk afhankelijk van financiële steun van de grootmacht;
- In het verleden woonden kinderen van de heersers als gijzelaars in de hoofdstad van de grootmacht;
- De regering van de vazalstaat bestaat uit sterk met de grootmacht verbonden personen, zoals de Napoleontische vazalkoninkrijken waar Napoleon familieleden op de troon plaatste. In het meest extreme geval bestaat er een persoonlijke unie, zoals Nederland met Luxemburg van 1815 tot 1890.

Hieruit volgt overigens wel dat vazalstaten vaak dure projecten zijn voor de grootmacht. Een manier om deze in zijn positie aan te tasten is dan ook de grootmacht via diens vazalstaat op kosten te jagen door interne verzetsbewegingen te steunen, de internationale erkenning tegen te werken, of economische sancties af te kondigen.

## Voorbeelden van vazalstaten
Hieronder staat een lijst van enkele vazalstaten. De vazalstaat zelf staat eerst genoemd, daarna staat hun overheerser tussen haakjes. Het woord vazalstaat is een beladen term, een land zal zichzelf niet snel zo noemen. Ook de staat die de "touwtjes in handen heeft" zal de afhankelijke staat niet snel een vazalstaat noemen. De term heeft immers een zeer negatieve lading, en zal meestal gebruikt worden door inwoners van derde-landen, of personen die tegen de politieke toestand van de vazalstaat gekant zijn.
Uiteraard bestaan er verschillende manieren en gradatie in hoeverre en hoe een grootmacht een andere staat kan beheersen. Sommigen zouden de NAVO-landen in onderstaand rijtje willen plaatsen, anderen niet omdat de Verenigde Staten zich immers (officieel) niet met de interne politiek bemoeien. Griekenland onder het kolonelsbewind, in onderstaand rijtje genoemd, kreeg wel de vrijheid om zich zelfs tegen een NAVO-bondgenoot, Turkije, te keren. Andere staten, zoals Irak en Mantsjoekwo, waren/zijn volledige vazalstaten, bestaan of bestonden slechts op papier en door de bescherming van de buitenlandse grootmacht. Soms was de vazalstaat niet eens internationaal erkend wat handel en internationaal bemoeilijkte en waardoor deze geen toegang had tot internationale kapitaalmarkten, waardoor deze economisch geheel van de grootmacht afhankelijk was. Soms was zelfs de eigen bevolking hiertegen en moest de grootmacht voortdurend een sterke legermacht in het gebied houden (Irak, Afghanistan). Finland was ook een geval apart daar het een eigen onafhankelijke democratische regering behield, die echter vrijwillig zijn beleid dienstbaar aan dat van de Sovjet-Unie maakte. Ook de pers van de vazalstaat was in sommige gevallen niet vrij; negatieve berichtgeving over de grootmacht werd gecensureerd, zo zwegen de Finse kranten over de Praagse Lente.
Sommige van de landen uit deze lijst zullen dus ook niet door iedereen als vazalstaat beschouwd worden.

### Oudheid
- Koesj (Egypte)
- Macedonië (Perzië)
- Korinthische Bond (Macedonië)
- Judea onder Herodes (Romeinse Rijk)
- Armenië (Romeinse Rijk)
- Ethiopië (Byzantijnse Rijk)
- Jemen (Perzië)

### Middeleeuwen en vroegmoderne tijd
- Moldavië (Ottomaanse Rijk)
- Walachije (Hongarije, Ottomaanse Rijk)
- Hertogdom Pruisen (Polen)
- Graafschap Lingen (Nederland)
- Republiek Ragusa (Hongarije, Ottomaanse Rijk)

### Franse tijd
De Franse zusterrepublieken en Napoleontische koninkrijken
- de Bataafse Republiek (Frankrijk)[1]
- de Cisrheniaanse Republiek (Frankrijk)
- het Koninkrijk Holland (Frankrijk)
- de Helvetische Republiek (Frankrijk)

#### Franse zusterrepublieken in Italië
- Republiek Alba (1796), heroverd door het Koninkrijk Sardinië
- Republiek Pescara (1799)
- Parthenopeïsche Republiek (1799), heroverd door de Sanfedisti voor de koning van Napels en Sicilië
- Romeinse Republiek (1798–1799), eindigde met het herstel van de Pauselijke Staat
  - Republiek Ancona (1797–1798), aangesloten bij de Romeinse Republiek
  - Tiberische Republiek (1798–1799), aangesloten bij de Romeinse Republiek
- République lémanique (1798), aangesloten bij de Helvetische Republiek
- République subalpine (1802), geannexeerd door het Franse Keizerrijk
- Ligurische Republiek (1796–1805), geannexeerd door het Franse Keizerrijk
- Italiaanse Republiek (1802–1805), omgevormd tot het Koninkrijk Italië[2]
  - Cisalpijnse Republiek (1797–1802), omgevormd tot de Italiaanse Republiek[2]
    - Cispadaanse Republiek (1796–1797), vormde de Cisalpijnse Republiek[2]
      - Bolognese Republiek (1796), geannexeerd door de Cispadaanse Republiek

    - Republiek Bergamo (1797), vormde de Cisalpijnse Republiek
    - Transpadaanse Republiek (1797), vormde Cisalpijnse Republiek
    - Republiek Crema (1797), vormde de Cisalpijnse Republiek
    - Republiek Brescia (1797), vormde de Cisalpijnse Republiek

### 1815-1940
- Congres-Polen (Rusland)
- Tweede Mexicaanse Keizerrijk (Frankrijk)
- Panama (Verenigde Staten)
- Korea (China)
- Verre-Oostelijke Republiek (Sovjet-Unie)
- Koninkrijk Egypte (Verenigd Koninkrijk)

### Tweede Wereldoorlog
- Denemarken, (1940–1943, daarna bezet) (Duitsland)
- Japans-Mongolië (Japan)
- Italiaanse Sociale Republiek (Duitsland)
- Japans-China (Japan)
- Kroatië (Duitsland/Italië)
- Mantsjoekwo (Japan)
- Tweede Oost-Turkestaanse Republiek (Sovjet-Unie)
- Noorwegen, regering van Vidkun Quisling (Duitsland)
- Onafhankelijke Staat Kroatië (Duitsland/Italië)
- Slowaakse Republiek (Duitsland)
- Vichy-Frankrijk (Duitsland)

### Koude Oorlog
- Cuba (voor 1959 Verenigde Staten, na 1959 Sovjet-Unie)
- Guatemala en andere Latijns-Amerikaanse landen (Verenigde Staten)
- Mongolië (Sovjet-Unie)
- Noord-Vietnam (Sovjet-Unie)
- Warschaupact: Oost-Duitsland, Polen, Tsjecho-Slowakije, Hongarije, Roemenië en Bulgarije (Sovjet-Unie)
- Zuid-Vietnam (Verenigde Staten)
- Volksrepubliek Kampuchea (Vietnam)

## Tegenwoordige vazalstaten
Onderstaand een overzicht van (de facto) staten die een vazal zijn van het land waaronder ze staan.

### Rusland
- Abchazië[3] (Georgië)
- Transnistrië[4] (Moldavië)
- Zuid-Ossetië[5] (Georgië)
- Wit-Rusland

### Algerije
- Arabische Democratische Republiek Sahara[6][7]

### Pakistan
- Azad Kasjmir[8] (India)

### Turkije
- Noord-Cyprus[9][10] (Cyprus)

### Saoedi-Arabië
- Jemen

### Verenigde Arabische Emiraten
- Jemen